# بار دانش
بار دانش (روسی: Плоды просвещения) نمایشنامه‌ای کمدی نوشتۀ لئو تولستوی نویسنده نامدار روسی است.

## خلاصه نمایشنامه
خانواده زویزدینتسف، از طبقه مالکان، با دسترنج دهقانان زحمتکش، در آسایش زندگی می‌کنند و اوقات خود را با خوشگذرانی می‌گذرانند. یکی از تفریحاتشان احضار روح است که حتی…

## شخصیت‌های نمایشنامه
لئونید فیودورویچ زویزدینتسف؛ مأمور بازنشسته سواره‌نظام و مالک، ۶۰ ساله
آنّا پاولونا زویزدینتسوا؛ زن لئونید فیودورویچ، بسیار جوان‌تر از او
بتسی (لیزاوتا لئونیدونا)؛ دختر لئونید فیودورویچ، ۲۰ ساله
واسیلی لئونیدیچ (ووا)؛ پسر لئونید فیودورویچ، ۲۵ ساله
پروفسور (الکسی ولادیمیرویچ کروگاسوتلف)؛ دانشمند، ۵۰ ساله
دکتر (پتر پترویچ)؛ پزشک خانواده زویزدینتسف، ۴۰ ساله
ماریا کنستانتینونا؛ معلم موسیقی، ۲۰ ساله
پتریشچف؛ دوست واسیلی لئونیدیچ، ۲۸ ساله
زن بارون، مهمان خانواده زویزدینتسف
شاه‌دخت؛ مهمان خانواده زویزدینتسف، دختری جوان و اشراف‌زاده
مادر شاه‌دخت؛ مهمان خانواده زویزدینتسف
کنتس؛ مهمان خانواده زویزدینتسف، زنی اشرافی با مو و دندان مصنوعی
گروسمن (آنتون باریسویچ)؛ با چهره‌ای گندمگون
زن چاق (ماریا واسیلی‌یونا)؛ مهمان خانواده زویزدینتسف، خوش‌قلب و سیگاری
کاکو کلینگن؛ خاطرخواه بتسی، اشراف‌زاده
کنت؛ مهمان خانواده زویزدینتسف، پیرمرد
ساخاتف (سرگئی ایوانویچ)؛ روشنفکر و تحصیل‌کرده، ۵۰ ساله
فیودور ایوانیچ؛ پیشخدمت، ۶۰ ساله
گریگوری؛ پادو، ۲۸ ساله
یاکف؛ فراش، ۴۰ ساله
سیمون؛ شاگرد آبدارخانه، ۲۰ ساله
درشکه‌چی؛ ۳۵ ساله
آشپز سابق (پاول پترویچ)؛ مردی ۴۵ ساله
آشپز (لوکریا)؛ زنی ۳۰ ساله
دربان؛ نظامی بازنشسته
تانیا (تاتیانا مارکونا)؛ کلفت، ۱۹ ساله
روستایی اول (یفیم آنتونیچ)؛ ۶۰ ساله
روستایی دوم (زاخار تریفونیچ)؛ ۴۵ ساله
روستایی سوم (میتری ولاسیویچ چیلیکین)؛ ۷۰ ساله
پادو اول؛ مردی پا به سن گذاشته
پادو دوم؛ جوانی درشت و خشن
پیک
زن

## از متن نمایشنامه
خرافات جدید داره بی‌رحمانه جای اون خرافات قدیمی مثل طلسم و جادو و جنبلو می‌گیره… دقت که می‌کنی می‌بینی هیچ توفیری با خرافات قدیمی نداره. آخه مگه ممکنه روح مُرده حرف بزنه یا گیتار بزنه؟ مردمو هالو گیر آورده‌ن یا خودشونو؟! مدیوم شدن سیمون هم که دیگه از اون قصه‌هاس. [آلبوم را تماشا می‌کند] این آلبومِ جلسات احضار روح‌شونه. خب آخه مگه می‌شه از روح عکس گرفت؟ این یکیو؛ لئونید فیودورویچ و یهُ ترک باهم نشسته‌ن. آدم از کم‌عقلی این جماعت شاخ درمی‌آره!